# Bicurga
Bicurga är en ort i Ekvatorialguinea.   Den ligger i provinsen Provincia de Centro Sur, i den centrala delen av landet, 300 km sydost om huvudstaden Malabo. Bicurga ligger 641 meter över havet och antalet invånare är 2 318.
Terrängen runt Bicurga är platt åt nordost, men åt sydväst är den kuperad. Runt Bicurga är det mycket glesbefolkat, med 7 invånare per kvadratkilometer. Närmaste större samhälle är Evinayong, 18,5 km sydost om Bicurga. I omgivningarna runt Bicurga växer i huvudsak städsegrön lövskog.